# Dattenhauser Ried
Dattenhauser Ried este o arie protejată (arie specială de conservare — SAC, sit de importanță comunitară — SCI) din Germania întinsă pe o suprafață de 299,55 ha, integral pe uscat.

## Localizare
Centrul sitului Dattenhauser Ried este situat la coordonatele 48°38′47″N 10°22′08″E / 48.6464°N 10.3689°E.

## Înființare
Situl Dattenhauser Ried a fost declarat sit de importanță comunitară în noiembrie 2004 pentru a proteja 4 specii de animale. Situl a fost protejat și ca arie specială de conservare în aprilie 2016.

## Biodiversitate
Situată în ecoregiunea continentală, aria protejată conține 3 habitate naturale: Pajiști cu Molinia pe soluri calcaroase, turboase sau argilos-nămoloase (Molinion caeruleae), Fânețe de joasă altitudine (Alopecurus pratensis, Sanguisorba officinalis), Mlaștini alcaline.
La baza desemnării sitului se află mai multe specii protejate:
- păsări (2): cristeiul de câmp (Crex crex), sfrâncioc roșiatic (Lanius collurio)
- amfibieni (1): triton cu creastă (Triturus cristatus)
- nevertebrate (1): libelule (Leucorrhinia pectoralis)

Pe lângă speciile protejate, pe teritoriul sitului au mai fost identificate 1 specie de amfibieni.